# São José do Piauí
São José do Piauí este un oraș în Piauí (PI), Brazilia.